# 保罗·兰格尔翰斯
保罗·兰格尔翰斯（德語：Paul Langerhans，1847年7月25日—1888年7月20日）是一名德國病理學家、生理學家和生物學家，因發現分泌胰島素的細胞而受到讚譽，並以他的名字命名為蘭格漢氏島。

## 同名術語
- 蘭格漢氏島－胰臟細胞，包括胰島素分泌細胞。蘭格爾翰斯於1869年在柏林病理研究所攻讀博士學位時發現這些細胞[1]。
- 蘭格漢氏細胞－與免疫反應有關的皮膚細胞，有時含有蘭格漢氏顆粒。1868年，蘭格爾翰斯使用尤利烏斯·弗里德里希·科恩海姆（英语：Julius Friedrich Cohnheim）教給他的技術，用氯化金對人體皮膚樣本進行染色，並確定以其名字命名的細胞。根據它們的外觀，蘭格爾翰斯認為它們是神經細胞。然而它們是巨噬細胞的一種形式，由於其形態，最初被認為是樹突狀細胞。
- 蘭格漢氏層－在他描述蘭格漢氏細胞（樹突狀細胞）的同一篇論文中，他描述表皮的馬爾皮希安層（英语：Malpighian layer）外部的顆粒狀細胞，即顆粒層，也稱為蘭格漢氏層。
- 胰島蛋白（英语：Langerin）（CD207）－一種蛋白質，在人類中是由CD207基因編碼的。它在蘭格漢氏細胞的伯貝克顆粒（英语：Birbeck granules）中表達。

## 早期生活及教育

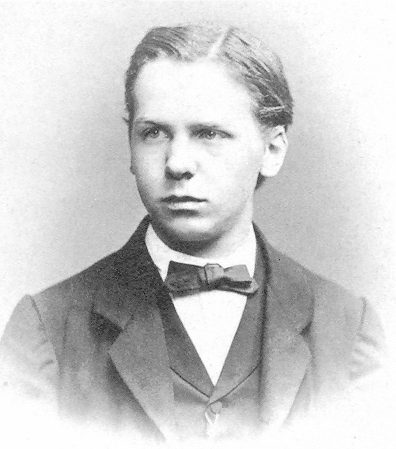
學生時期的蘭格爾漢斯

蘭格爾漢斯於1847年7月25日出生在柏林，是一位醫生的兒子。後來他進入位於該市的著名的格勞恩克羅斯特福音學校就讀。由於他的出色表現，他被免除最後的口試。他在耶拿大學開始他的醫學研究，並在柏林完成了研究。

## 重大科學貢獻
1869年2月，他提交一篇題為《對胰臟顯微解剖學的貢獻》的論文，其中他提到整個腺體的透明細胞島，其染色方式與周圍組織不同。他注意到這些區域有更豐富的神經支配，但他不能提出一個功能，除了錯誤的假設，即它們可能是淋巴結。
一年前，他還是一名本科生，在柏林大學組織的公開競賽中分析了表皮細胞。他在題為《論人類皮膚的神經》的論文中描述的類似神經元的分支皮膚細胞，在其免疫學功能和意義被認識之前，一直是個謎。

## 職業生涯
畢業後，他陪同地理學家理查德·基佩特去了敘利亞、巴勒斯坦和約旦西部，但在普法戰爭爆發時回到歐洲，後來在法國的一支救護隊中服役。1871年，魯道夫·菲爾紹為他在弗萊堡大學安排一個病理解剖學教授的職位，並在兩年內成為一名正式教授。1874年，他在那裡感染肺結核。為了尋找治療方法，他去了那不勒斯、巴勒莫和卡普里島，並在瑞士的達沃斯和席爾瓦普拉納接受治療，但都沒有成功。最後他被迫申請解除大學職務。

## 馬德拉群島及婚姻
1875年10月，他踏上前往馬德拉群島豐沙爾的旅程，在那裡他取得部分康復，並以不減的精力開始新的事業。他開始研究海洋蠕蟲，定期前往港口，在漁民的漁網上挑選。他發表的描述海洋無脊椎動物並對其進行分類的著作，值得列為他對科學的第三項貢獻。1887年，他在柏林皇家學院針對這些主題進行一次演講。
他在豐沙爾當醫生，主要治療肺結核病人，並在菲爾紹的檔案中發表關於這種情況的科學論文。他並不滿足於此，還為島上的旅行者寫了一本手冊，並從事氣象學的研究。
1885年，他與他的一個病人的遺孀瑪格麗特·埃巴特（Margarethe Ebart）結婚。他們前往柏林舉辦婚禮，他最後一次見到他的父親、姐妹和兩個兄弟。這對新婚夫婦租下被稱為豐沙爾最美麗的別墅，現在是地區政府主席的官邸。用他的新婚妻子的話說，接下來是「三年難以形容的幸福時光」。

## 逝世
1887年秋天，漸進性腎衰竭使蘭格爾漢斯的醫療活動結束。他出現腿部水腫、殘缺頭痛和短暫記憶喪失。有時他說到一半就停下來，無法繼續。1888年7月20日，在他41歲生日前五天，他死於尿毒症。他被埋葬在馬德拉群島豐沙爾的英國公墓，這是他選擇的地方，他描述說這是一個「真正的墓地，孤立而安靜，是一個休息的好地方」。

## 外部連結
- Ein Beitrag zur Anatomie der sympathischen Ganglienzellen (1871) （页面存档备份，存于） in the Deutsche Digitale Bibliothek (German Digital Library), Digitization (Bayerische Staatsbibliothek) （页面存档备份，存于）
- Untersuchungen über Petromyzon-Planery (1873) （页面存档备份，存于） in the Deutsche Digitale Bibliothek (German Digital Library), Digitization (Niedersächsische Staats- und Universitätsbibliothek Göttingen) （页面存档备份，存于）
- Handbuch für Madeira (1885) （页面存档备份，存于） in the Deutsche Digitale Bibliothek (German Digital Library), Digitization (SLUB Dresden) （页面存档备份，存于）

## 延伸閱讀
- Hausen BM.  [The islets of Paul Langerhans. A biography in pictures and documents]. Vienna: Ueberrreuter Wissenschaft. 1988 （德语）.
- Hausen BM. . Diabetologia. 2005, 48 (2). cover  [2022-10-02]. （原始内容存档于2016-03-04）.
- Firkin, B.G.; Whitworth, J.A. (编). . Parthenon. 1987. ISBN 1-85070-333-7.
- Medvei VC. . History of Medicine Series. Parthenon. 1993. ISBN 978-1-85070-427-0.